# Карачаров, Валериан Иванович
Валериан Иванович Карачаров (1791—1814) — поручик, герой Отечественной войны 1812 года и Заграничных походов 1813—1814 годов.

## Биография
Родился в 1791 году, происходил из дворян Серпуховского уезда Московской губернии.
В военную службу принят 16 мая 1810 года юнкером в лейб-гвардии Уланский полк, 15 июня того же года произведён в портупей-юнкеры.
Произведённый 20 ноября 1811 года в корнеты, Карачаров в следующем году принял участие в отражении нашествия Наполеона в Россию.
За отличие в бою при Чернишне Карачаров был награждён орденом св. Анны 3-й степени.
9 ноября 1812 года он был удостоен ордена св. Георгия 4-й степени (№ 1083 по кавалерскому списку Судравского и № 2450 по списку Григоровича — Степанова)
В воздаяние ревностной службы и отличия, оказанного в сражении против французских войск 1812 года ноября 3, 4, 5, 6, 7 и 9 при Красном, где храбро дрался во время атаки и неустрашимостию своею служил примером для подчиненных.
Причём в этом сражении Карачаров вместе с рядовым Герасимом Дарченко захватил французский штандарт. Также за это дело Карачаров получил и орден св. Владимира 4-й степени с бантом.
В Заграничной кампании Карачарову также довелось неоднократно отличиться. 3 июня 1813 года (по другим данным — 11 сентября) за сражение при Бауцене он был награждён золотым оружием с надписью «За храбрость»; 18 сентября 1813 за Кульмский бой получил орден св. Анны 2-й степени; За отличие в сражении при Монмирале Карачаров был произведён в поручики.
7 марта 1814 года он был ранен при рекогносцировке к Арси-сюр-Об, но строя не оставил и 11 марта в сражении при Сомпюи Карачаров был убит картечью в грудь.